# Posebni rezervat šumske vegetacije Štirovača
Prašuma Štirovača je šuma u sjevernom Velebitu.
Rezervat je šumske vegetacije. Površine je 118,5 hektara. Većinom se proteže na nadmorskoj visini od 1100 metara.
Štirovača je prašuma bukve i smreke. Najviše ga predstavlja prašuma u sekundarnom stadiju Klepina duliba. 
Kraj je nekad bio znatno šumovitiji, a danas je od svih velebitskih šuma ostao manji dio u Štirovači.
Vrsta je smrekove šume (Aremonio-Piceetum) koja je relikt borealne vegetacije koja je postojala u ledenim dobima i koja se rasprostirala daleko dalje na jug od današnje južne granice. Pogoduje joj podzolasto tlo, nadmorska visina, koja je potrebna za ovakvu vrstu šuma na ovim zemljopisnim širinama (900 - 1100 m, a Štirovača je na 1100 m) te reljefni položaj, a ovakve se šume javljaju u ponikvama, uvalama i klancima gorske Hrvatske. To je zbog toga što se u njima stvaraju posebne mikroklimatske prilike. Skuplja se hladan zrak, tzv. mrazišta zbog pojave temperaturne inverzije i na taj način smreka postaje konkurentnijom u odnosu na druge drvne vrste. 

## Povijest zakonske regulacije
Bio je prvim nacionalnim parkom u Hrvatskoj. Taj status je stekla 1928., kao i Paklenica. Pod zakonsku je zaštitu bio stavljen financijskim zakonom 1929. godine, kad i Plitvička jezera. Samo godine kasnije, Štirovača je izgubila status parka. Sada se šume gospodare i nekada ogromne prašume ovog podrucija su uglavnom bile devastirane. Jedino mali dio nekadašnje prašume je dobio status reservata koji je stekao 26. travnja 1965. godine. Godine 1999., Nacionalni park Sjeverni Velebit je mali dio Sjeverne Štirovače uključio u zaštitnu zonu.